# Ducasse
Pour les articles homonymes, voir Ducasse (homonymie).

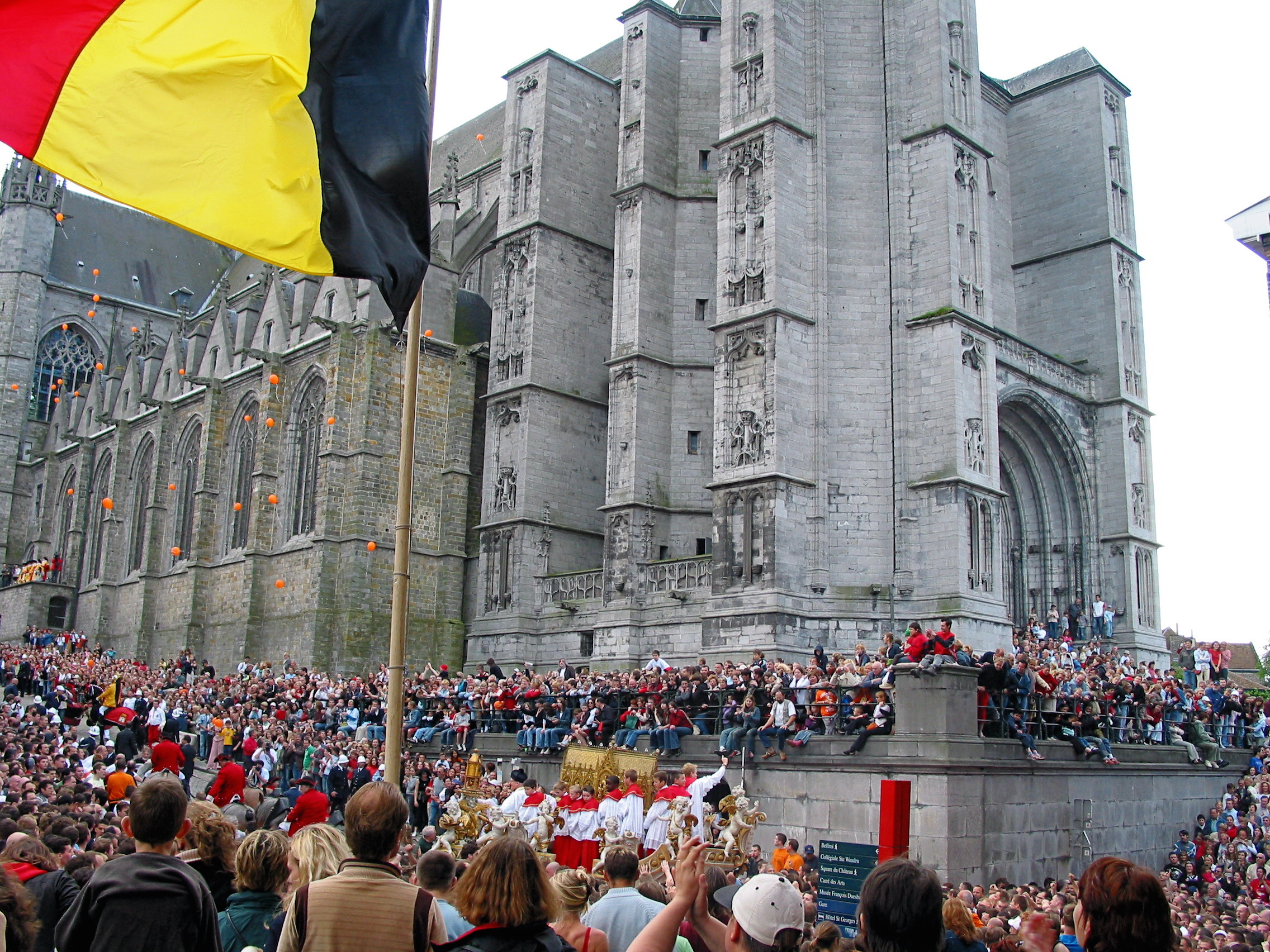
« Remontée du Car d'Or de la rampe Sainte-Waudru », moment fort de la Ducasse de Mons.

La ducasse est une fête populaire annuelle des villages et villes, en Belgique et dans le nord de la France, organisée généralement le jour de la fête du saint patron de la localité. Les régions davantage influencées par la langue flamande parlent également de « kermesse ». Dans le nord de la France ducasse se traduit aujourd'hui par fête foraine.

## Étymologie et origine
Le mot Ducasse a son origine dans Dédicace, qui est la consécration religieuse d'une église ou d'un oratoire. Par métonymie elle est devenue la fête annuelle commémorant cette consécration. 
Le mot est attesté dès 1391 comme une forme dialectale de l'ancien français ducasse, dicaze (XIIe siècle). Il est emprunté au latin dedicatio qui signifie : consécration d'un temple, d'un théâtre, puis consécration d'une église.
Kermesse apparait sensiblement à la même époque (1397), emprunté au flamand « kerkmisse » (messe d'église), et désigne une fête patronale flamande, une fête de village.

## Dédicace
Le jour de la Dédicace, une cérémonie dite des « Trois Danses du Seigneur » a lieu, dont beaucoup ont oublié les origines. 
Le jour du calendrier correspondant à la fête du Saint patron de la paroisse, trois danses étaient menées l'une après l'autre de façon immuable sur le parvis de l'église. La première était « la danse des seigneurs » dont le couple, composé du principal seigneur local et de son épouse, ouvrait seul la cérémonie. La seconde était celle des couples de notables et de magistrats locaux, tandis que tous pouvaient participer à la dernière des trois danses. C'est cette tradition tout à fait locale et typique des régions belges et du nord de la France (où nord doit donc s'écrire en minuscule car il s'agit des départements du Nord 59, du Pas-de-Calais 62, et probablement de certaines communes de la Somme 80, de l'Aisne 02 et de l'Oise 60) qui donnent au mot Ducasse une forme typiquement picarde aux « fêtes patronales » et « fêtes publiques » telle que nous les connaissons encore aujourd'hui.
À notre époque, la Dédicace se commémore annuellement par une fête dont la procession, en matinée, est l'élément principal. Il s'agit de faire le « Grand tour » de la paroisse selon un itinéraire immuable, partant de l'église paroissiale et y revenant, ayant visité les divers oratoires et chapelles publiques se trouvant le long du parcours. On y accompagne les reliques ou la statue du saint patron qui visite ainsi son « territoire » et protège ses habitants. 
Les dévotions terminées et le banquet achevé commence l'heure des jeux et réjouissances populaires : attractions foraines, concert, concours et compétitions, jeu de balle, tir à l'arc… Le tout est souvent clôturé par un grand bal, jusque tard dans la soirée.

## Ducasses célèbres
Au fil du temps, certaines processions ont pris un caractère très élaboré et sont devenues des attractions touristiques. Elles sont parfois devenues de simples cortèges folkloriques ou historiques ayant perdu tout caractère religieux. En Belgique, les ducasses les plus célèbres — certaines se déroulent pendant plus d'une semaine — sont la Ducasse de Mons le dimanche de la Trinité, la Ducasse d'Ath le quatrième dimanche d'août, la Simpélourd de Soignies le samedi le plus proche du 17 octobre et la Ducasse de Messines à Mons organisée aux alentours du 25 mars.